# Burntisland (circonscription du Parlement d'Écosse)
Burntisland dans le Fife était une circonscription de Burgh qui a élu un Commissaire au Parlement d'Écosse et à la Convention des États.
Après les Actes d'Union de 1707, Burntisland, Dysart, Kinghorn et Kirkcaldy ont formé le district de Dysart, envoyant un membre à la Chambre des communes de Grande-Bretagne.

## Liste des commissaires de burgh
- 1661: George Gairdin (ou Gairnes) (mort c.1662) [1]
- 1663: Gilbert Haliburton  [1]
- 1665 convention, 1667 convention, 1669: David Seaton, marchand-bourgeois (mort en 1669)[2]
- 1670–72: William Gedd  [2] (mort en 1672)  [2]
- 1673–74: James Dewar, marchand-trafiquant  [2]
- 1678 convention, 1681–82: James Dewar, baili [3]
- 1685–86: Michael Seton, baillie [4]
- 1689 convention, 1689–1701: Alexander Gedd, baili [5]
- 1702–07: Sir John Erskine d'Alva[6]